# Medal Pamiątkowy XXV-lecia „Czuwaj”
Medal Pamiątkowy XXV-lecia „Czuwaj” – medal ustanowiony przez Główną Kwaterę Związku Harcerstwa Polskiego w 2015 dla uczczenia 25. rocznicy wydania pierwszego numeru czasopisma „Czuwaj”. 

## Opis
Medal okrągły, o średnicy 50 mm, posrebrzany. Posiada własną baretkę, noszoną po baretce Krzyża „Za Zasługi dla ZHP”.

## Odznaczeni
Medal został przyznany przez Naczelnika ZHP redaktorom „Czuwaj” oraz kilkudziesięciu stałym współpracownikom i najwybitniejszym autorom czasopisma:
- Redaktorzy „Czuwaj”:
  - hm. Olgierd Fietkiewicz – redaktor naczelny w latach 1990-1991
  - hm. Alina Leciejewska-Nosal – redaktor naczelna w latach 1991-1994
  - hm. Adam Czetwertyński – redaktor naczelny w latach 1994-2002
  - hm. Halina Jankowska – zastępczyni redaktora naczelnego od 1995 r.
  - hm. Grzegorz Całek – redaktor naczelny od 2002 roku.
- Stali współpracownicy i najwybitniejsi autorzy „Czuwaj”:
  - hm. Jarosław Balon
  - hm. Marcin Bednarski
  - phm. Arkadiusz Bojarun
  - hm. Kamila Bokacka
  - hm. Robert Bokacki
  - hm. Andrzej Borodzik
  - hm. Piotr Borys
  - hm. Dariusz Brzuska
  - hm. Iwona Brzózka-Złotnicka
  - hm. Jacek Chlebda
  - hm. Paweł Chmielewski
  - hm. Jakub Cichocki
  - hm. Lucyna Czechowska
  - hm. Stanisław Dąbrowski
  - hm. Aleksandra Filińska-Zacharzewska
  - hm. Anna Filipow
  - hm. Ewa Gąsiorowska
  - hm. Andrzej Glass
  - hm. Michał Górecki
  - hm. Teresa Hernik
  - hm. Rafał Klepacz
  - hm. Piotr Kowalski
  - Elżbieta Krakowiak
  - hm. Katarzyna Krawczyk
  - hm. Wojciech Kuczkowski
  - hm. Emilia Kulczyk-Prus
  - hm. Jędrzej Kunowski
  - hm. Katarzyna Kwapińska
  - hm. Ewa Lachiewicz-Walińska
  - hm. Wiesław Laskowski
  - hm. Jolanta Łaba
  - hm. Adrian Łaskarzewski
  - hm. Wiesław Maślanka
  - hm. Maciej Młynarczyk
  - Teresa Muś
  - hm. Anna Nowacka
  - hm. Bronisław Nowak
  - hm. Tomasz Nowak
  - hm. Ryszard Pacławski
  - pwd. Katarzyna Paszkowska
  - phm. Radosław Paszkowski
  - hm. Ryszard Polaszewski
  - hm. Anna Poraj
  - hm. Henryk Pytlik
  - hm. Anita Regucka-Kwaśnik
  - phm. Piotr Rodzoch
  - hm. Inga Rusin
  - hm. Ludomira Ryll
  - hm. Krzysztof Sikora
  - hm. Paweł Smardz
  - phm. Grzegorz Skrukwa
  - phm. Rafał Suchocki
  - hm. Dariusz Supeł
  - hm. Jana Świnarska
  - hm. Paweł Weszpiński
  - hm. Barbara Wojtaszek
  - hm. Paweł Zygarłowski.